# 普拉维茨·厄贝里
普拉维茨·厄贝里（瑞典語：Prawitz Öberg，1930年11月16日—1995年11月4日），瑞典男子足球运动员，司职后卫。他曾代表瑞典国家队参加1958年国际足联世界杯，获得亚军。他于1995年去世，享年64岁。